# Törpe bűzösborz
A törpe bűzösborz (Spilogale pygmaea) az emlősök (Mammalia) osztályának a ragadozók (Carnivora) rendjébe, ezen belül a bűzösborzfélék (Mephitidae) családjába tartozó faj.

## Elterjedése
Mexikó nyugati részén található meg, Sinaloa államtól délre egészen a Tehuantepeci-földszorosig.

## Alfajai
- Spilogale pygmaea australis
- Spilogale pygmaea intermedia
- Spilogale pygmaea pygmaea

## Megjelenése
A törpe bűzösborznak fehér csíkjai vannak. 24–28 cm-es hosszával és a 150-320 grammos súlyával a legkisebb bűzösborz faj.

## Életmódja
Éjszaka aktív és magányos állat. Egy törpe bűzösborz első reakciója menekülni a veszély elől. Úgy, mint a többi bűzösborz, ha a törpe bűzös borzot sarokba szorítják, akkor záptojásszagú láthatatlan bűz felhőt bocsát ki a bűzmirigyéből. Rovarokat, pókokat, kismadarakat, tojást, kisrágcsálókat és magvakat fogyaszt.

## Természetvédelmi állapota
Az IUCN vörös listáján a sebezhető kategóriába sorolja.